# Oblada melanura
La oblada (Oblada melanura) es un pez teleósteo de la familia Sparidae. Es la única especie del género Oblada. La oblada es un pez pelágico, que vive en el Mediterráneo, el Atlántico oriental, en el Mar Rojo y el océano Índico occidental.

## Descripción
La oblada tiene una forma ovalada. La coloración es gris plata, con una mancha negra en la base de la aleta caudal rodeada por un anillo blanco. Su tamaño habitual es de 20 cm, aunque su talla máxima es de 30 centímetros, en algunos casos pueden llegar a los 35 o más. Se han llegado a registrar de hasta 0.93kg de peso.

## Biología y comportamiento
La oblada es un pez que se encuentra en aguas litorales, hasta los 30 m de profundidad, siendo más común entre 5 y 20 m. Habita tanto todos rocosos como praderas submarinas. Es un pez gregario, que puede formar grandes bancos. Su dieta es omnívora ya que se alimenta de pequeños crustáceos, gusanos y pequeños alevines.
El período de freza se sitúa entre abril y julio, dependiendo de la zona